# Jan Böök

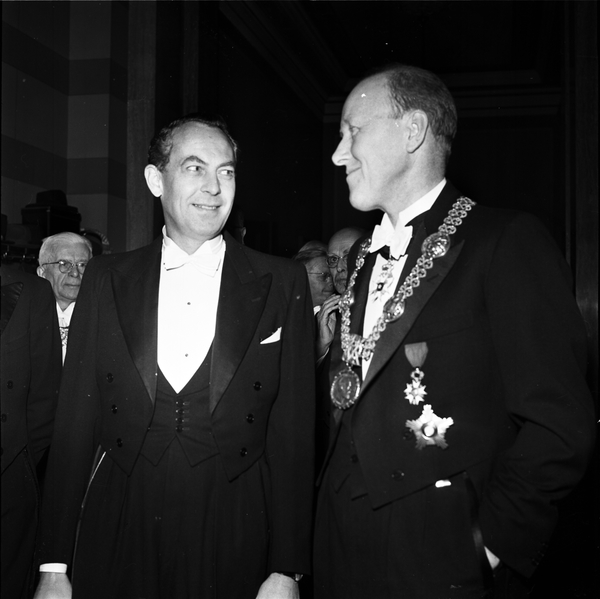
Jan Böök (till vänster) med Torgny T:son Segerstedt (till höger) vid den förres installation till professor i rasbiologi 1957.

Jan Arvid Böök, född 4 november 1915 i Malmö, död 18 oktober 1995 i Uppsala, var en svensk läkare och genetiker.
Böök blev filosofie licentiat 1943, medicine licentiat vid Lunds universitet 1949, medicine doktor 1954, var
docent i medicinsk genetik vid Uppsala universitet 1954–1957. Han innehade olika läkarbefattningar 1943–1952, var souschef vid Statens rasbiologiska institut 1951–1957, och blev professor i rasbiologi och institutets föreståndare 1957. Han blev 1959 professor i medicinsk genetik vid Uppsala universitet, sedan Statens rasbiologiska institut upphört som självständigt institut och uppgått i universitetet.
Vid den tid Böök var föreståndare för Statens rasbiologiska institut hade verksamheten en mer konventionellt vetenskaplig inriktning än den egentligt rasbiologiska som gällde under den förste föreståndaren Herman Lundborg fram till 1936.
Böök hade många expertuppdrag inom bland annat FN, WHO och Unesco med början 1949, bland annat WHO Expert Panel of Human Genetics 1960, WFN Committe on Neurogenetics 1961 och Permanent Committee, International Conference on Human Genetics 1961.
Jan Arvid Böök är begravd på Hammarby kyrkogård utanför Uppsala.